# Dhana Moray
Dhana Moray (bürgerlich Waltraud Moray) ist eine deutsche Moderatorin, Songtexterin, Programmansagerin, Sängerin und Synchronsprecherin.

## Leben
Moray arbeitet beim ZDF und beim NDR. Anfang der 1990er Jahre war sie Fernsehansagerin bei RTLplus und 3sat.
Moray sprach in der 18. Folge der fünften Staffel (Ende gut, alles gut) die Rolle der Butter Lefkowitz in der Fernsehserie Eine schrecklich nette Familie, die am 21. Juli 1992 erstausgestrahlt wurde.

## Filmographie (Auswahl)
- NDR Talk Show
- Sonntags Nach-Tisch
- 1984: Flashlights
- 1985: Musikladen Eurotops
- 1992: Eine schrecklich nette Familie

## Hörspiele
- 1988: Martin Walser: Das Gespenst von Gattnau (Tassilo Grübels Frau) – Regie: Otto Düben (Original-Hörspiel, Kriminalhörspiel – WDR/SWF/ORF)